# Aldo Palazzeschi
Aldo Palazzeschi, pseudonimo di Aldo Pietro Vincenzo Giurlani (Firenze, 2 febbraio 1885 – Roma, 17 agosto 1974), è stato uno scrittore e poeta italiano, uno dei padri delle avanguardie storiche.
Inizialmente firmò le sue opere con il suo vero nome, e dal 1905 adottò come pseudonimo il cognome della nonna materna, appunto Palazzeschi. Dalla seconda attività conseguì una ricca produzione letteraria che gli diede fama di rango nazionale.

## Biografia
Nacque in via Guicciardini a Firenze da Alberto Giurlani e Amalia Martinelli, originaria di Città di Castello in Umbria; per volontà del padre frequentò gli studi in ragioneria, dedicandosi poi all'arte e alla scrittura. Inizialmente si dedicò alla recitazione: nel 1902 si iscrisse alla regia scuola di recitazione "Tommaso Salvini". Nelle compagnie teatrali conobbe anche Gabriellino, figlio di Gabriele D'Annunzio. Fu, probabilmente, proprio la passione teatrale a fare sì che l'artista rinunciasse al suo cognome anagrafico assumendo uno pseudonimo. Infatti, il padre non vedeva di buon occhio il fatto che Palazzeschi si dedicasse alla recitazione, tanto meno se questa attività veniva praticata con il nome di famiglia.

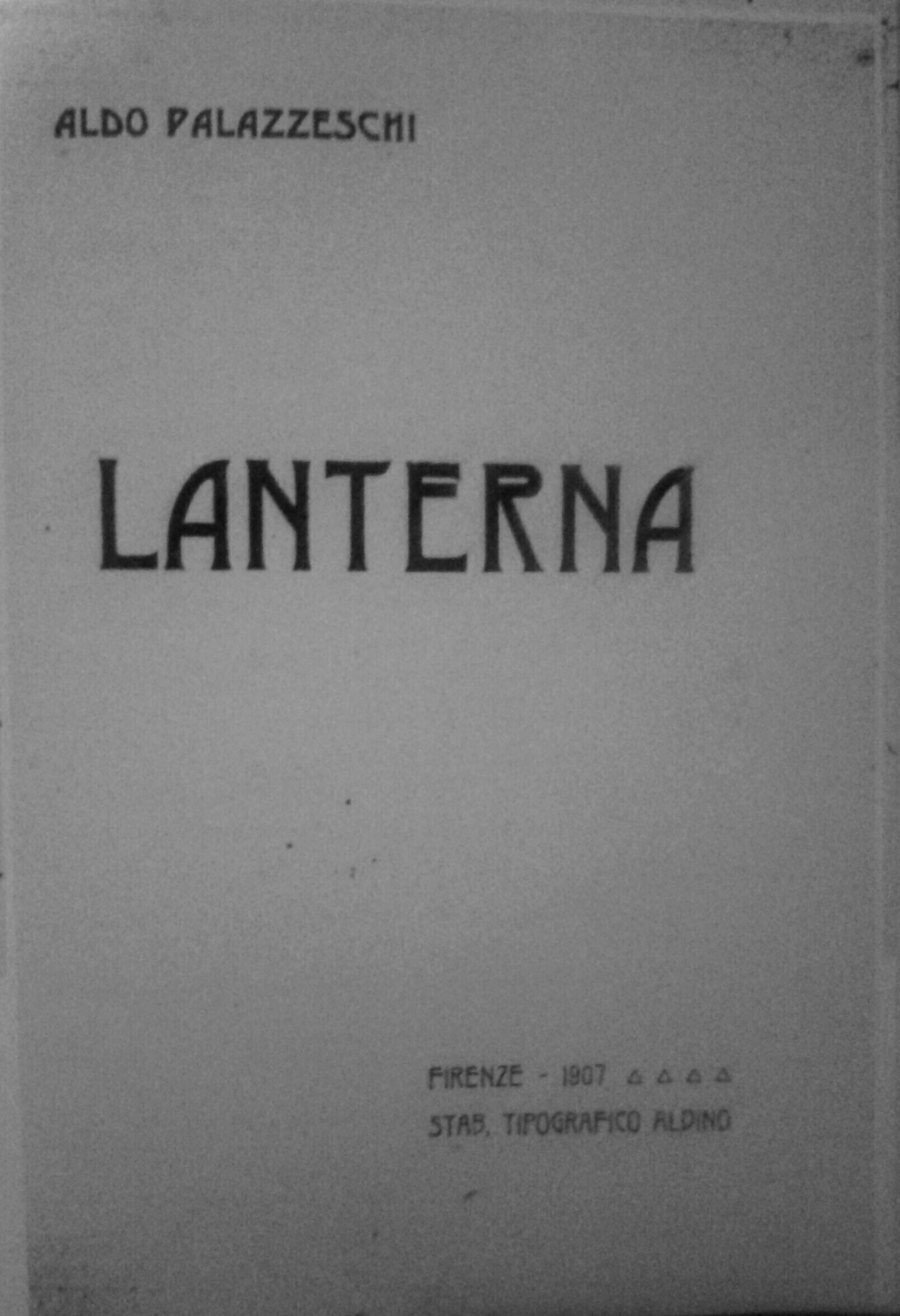
Lanterna, 1907

Con il tempo Palazzeschi si staccò dall'attività teatrale per dedicare il suo lavoro alla poesia. Grazie all'appoggio finanziario della famiglia, fu in grado di pubblicare le sue raccolte a proprie spese. Fu così che nel 1905 pubblicò il primo libro di poesie, I cavalli bianchi, per un editore immaginario, Cesare Blanc (che in realtà era il nome del suo gatto) con una sede immaginaria in via Calimala 2, Firenze. Tra i componimenti spiccano Ara Mara Amara e Il Pappagallo. La raccolta avvicinava Palazzeschi al Crepuscolarismo tanto per lo stile quanto per i contenuti. Il libro fu recensito in modo positivo dal poeta Sergio Corazzini con il quale Palazzeschi iniziò una fitta corrispondenza, fino alla precoce morte di Corazzini, avvenuta nel 1907. La recensione non ebbe però un seguito e il libro rimase praticamente sconosciuto.
Dopo circa un anno, alla prima opera seguì Lanterna, che contiene la poesia Comare Coletta. In questa come nella precedente raccolta, i componimenti di Palazzeschi sono oscuri, fiabeschi e ricchi di simboli poco trasparenti. A dispetto della giovane età dell'artista, ricorre ripetutamente nelle poesie il riferimento alla morte, tema che percorre entrambe le raccolte allo stato latente. Altri motivi ricorrenti sono la malattia e la vecchiaia. Il metro è sempre lo stesso: si tratta del trisillabo, dunque di versi ternari, oppure di versi di sei, nove, dodici o più sillabe. La monotonia del ritmo si coniuga perfettamente alla staticità (spaziale e temporale) che caratterizza i due poemi d'esordio del poeta.

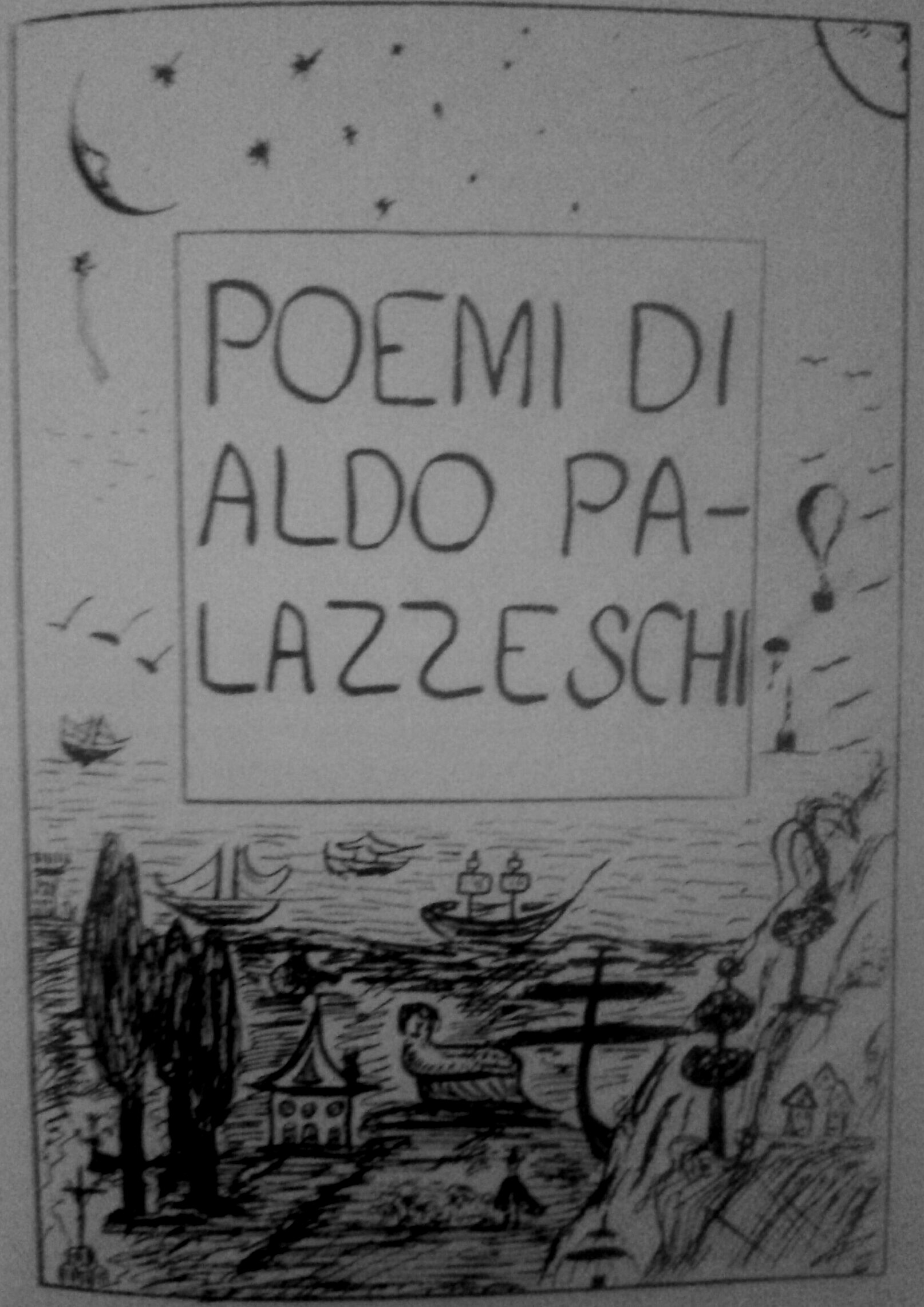
Poemi, 1909

Nel 1908 pubblicò, sempre presso l'immaginario editore Cesare Blanc, il suo primo romanzo di stile liberty dal titolo Riflessi, ricco di misticismo e religiosità decadenti per quanto concerne la prima parte, inaspettatamente fondato sul registro comico, della cronaca e del pettegolezzo mondano, per quanto riguarda la seconda.
Seguì la terza raccolta, Poemi, che avrebbe portato per la prima volta Palazzeschi a un pubblico più ampio. In questa eterogenea opera ricordiamo Chi sono?, Habel Nasshab, nonché Rio Bo. Rispetto a quanto si poteva osservare nelle prime due raccolte, il tono è stavolta più solare. Alcune delle poesie sono inoltre legate tra di loro da una trama, la quale conferisce ai poemi un certo dinamismo. Il verso ternario e il senario ecc. sono ancora quelli privilegiati, ma il rigido schema metrico viene per la prima volta spezzato, in quanto ricorrono versi di tutte le lunghezze. Il gioco ritmico sul trisillabo viene ironicamente portato alle estreme conseguenze nella poesia della Fontana malata. Pare che con il tempo l'artista si attenga sempre di meno a canoni formali di qualsiasi natura.
Anche se durante la prima produzione letteraria Palazzeschi gradiva il fatto di restare più o meno nell'anonimato, stavolta la raccolta non passerà inosservata.

### Il periodo futurista
In seguito alla lettura di Poemi Filippo Tommaso Marinetti rimase entusiasta, convinto della creatività di Palazzeschi e alquanto compiaciuto dell'uso del verso libero:

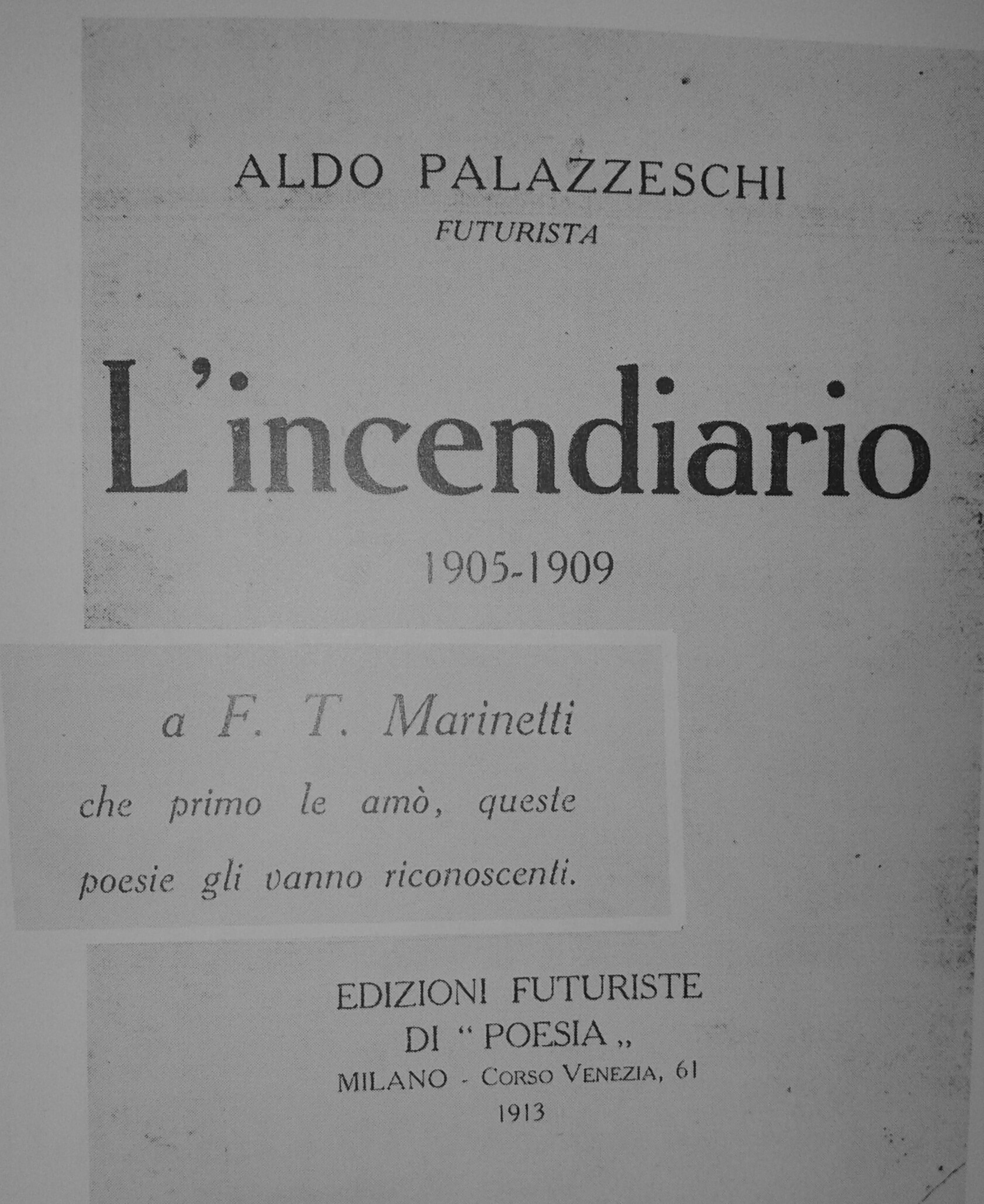
L'incendiario, 1913

Palazzeschi fu dunque invitato a collaborare alla rivista "Poesia". Pubblicherà la raccolta di poesie l'Incendiario, dedicato "A F.T. Marinetti anima della nostra fiamma", preceduto dal Rapporto sulla vittoria futurista di Trieste. Nell'estate il volume venne sequestrato a Trento per gli accesi toni interventisti della prefazione. Nella raccolta si ritrova lo scherzoso componimento E lasciatemi divertire, dove il poeta si immagina di recitare la poesia davanti ad un pubblico costernato e scandalizzato. L'8 ottobre Palazzeschi si reca al Tribunale di Milano dove assiste al processo contro Filippo Tommaso Marinetti, accusato di oltraggio al pudore per il romanzo Mafarka il futurista.
Il 1911 è l'anno del romanzo Il codice di Perelà. Nell'autunno del 1912 conobbe Ardengo Soffici e Giovanni Papini, impegnati nella preparazione di una nuova rivista (Lacerba) in polemica con Giuseppe Prezzolini, direttore de La Voce. Nel 1914 seguì il manifesto del Controdolore che era apparso in precedenza su Lacerba. Nel marzo del 1914 raggiunse Papini e Ardengo Soffici a Parigi. Qui Palazzeschi entrò in contatto con artisti come Apollinaire, Léger, Modigliani, Max Jacob, Umberto Boccioni e Ungaretti, che gli mostrò alcune sue composizioni. Nella stessa occasione, in compagnia di Giovanni Papini, si recò nello studio parigino di Pablo Picasso.
Palazzeschi iniziò dunque a collaborare intensivamente con il movimento futurista recandosi spesso a Milano e ripubblicando le sue poesie grazie all'appoggio ricevuto. È sorprendente il fatto che le antologie di poeti futuristi includessero anche diversi dei primi componimenti di Palazzeschi, che per il loro tono sommesso e statico erano in gran parte incompatibili con i toni vitali e dinamici dei marinettiani (soprattutto per quanto riguarda le poesie dei Cavalli bianchi). Il fatto che i futuristi abbiano spesso chiuso un occhio davanti a tutto ciò non fa che confermare che Palazzeschi aveva le carte in regola per arrivare ad un notevole successo.

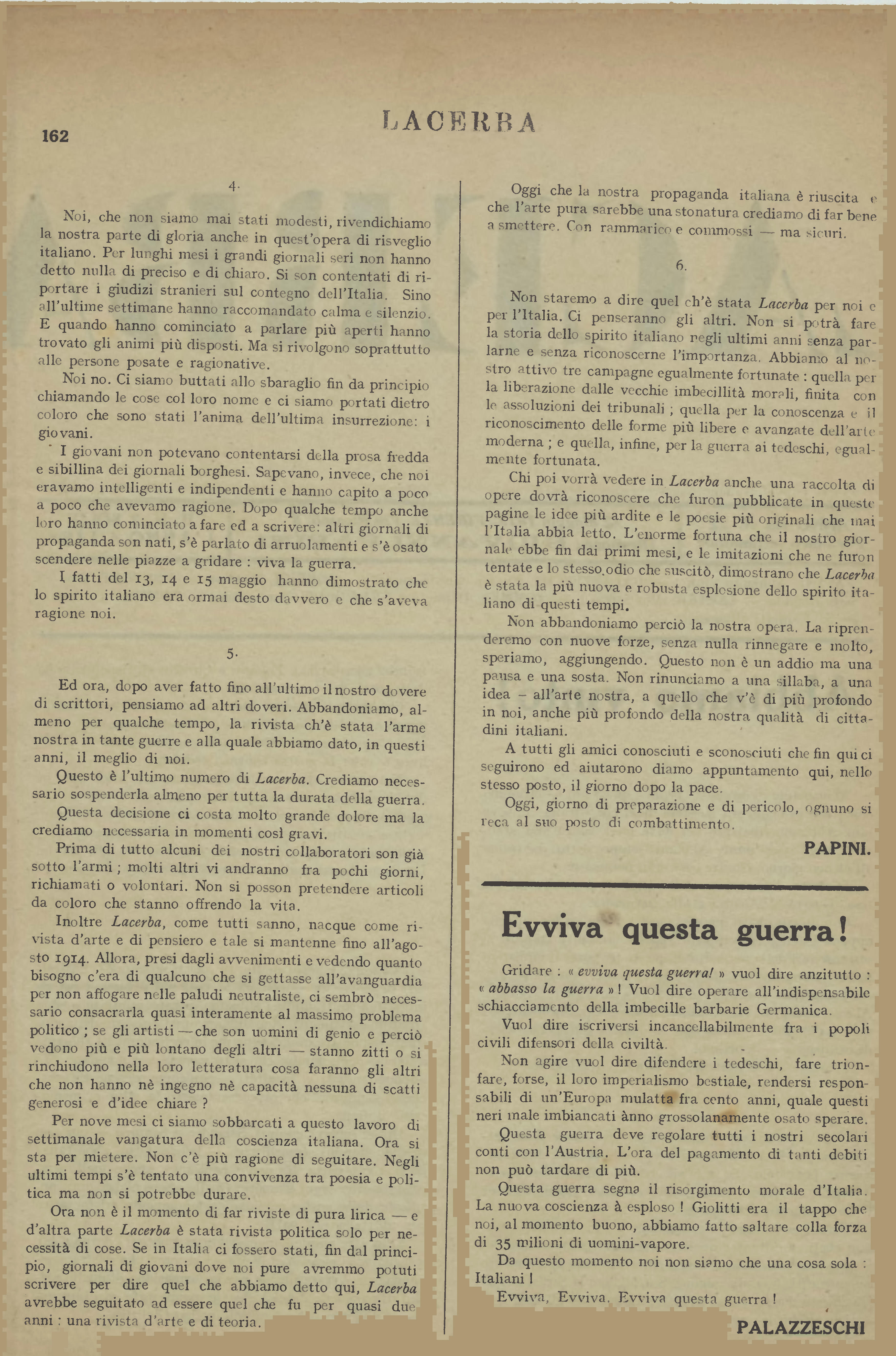
Aldo Palazzeschi, Evviva questa guerra!, Lacerba, 22 maggio 1915

In ogni caso, l'interesse di Palazzeschi per il movimento del futurismo non lo portò mai a ricambiare pienamente l'entusiasmo che il gruppo nutriva nei suoi confronti, nonostante fosse certamente abbacinato e sconvolto dalla vitalità straordinaria di Marinetti.
Il 3 settembre del 1914 si trovò a Roma, in Piazza San Pietro, dove ebbe modo di ascoltare il messaggio di pace del nuovo papa, Benedetto XV. Alla vigilia della grande guerra, Palazzeschi si dichiarò neutrale giudicando retorico l'acceso interventismo che veniva propagandato dal movimento futurista dei marinettiani:
Al momento della dichiarazione di guerra si riavvicinò alle posizioni dei compagni, convinto che combattere avrebbe significato impedire, alla lunga, la guerra stessa. Esordirà, infatti, su Lacerba del 22 maggio 1915 scrivendo: "Evviva questa guerra!".
In seguito, si sarebbe dedicato con profitto alla scrittura in prosa. Per quanto riguarda la poesia, alla vigilia della guerra Palazzeschi aveva ormai dato il meglio di sé. Si avvicinò all'ambiente di La Voce di Giuseppe De Robertis e iniziò a collaborare per la rivista.

### Richiamo alle armi e gli anni del fascismo

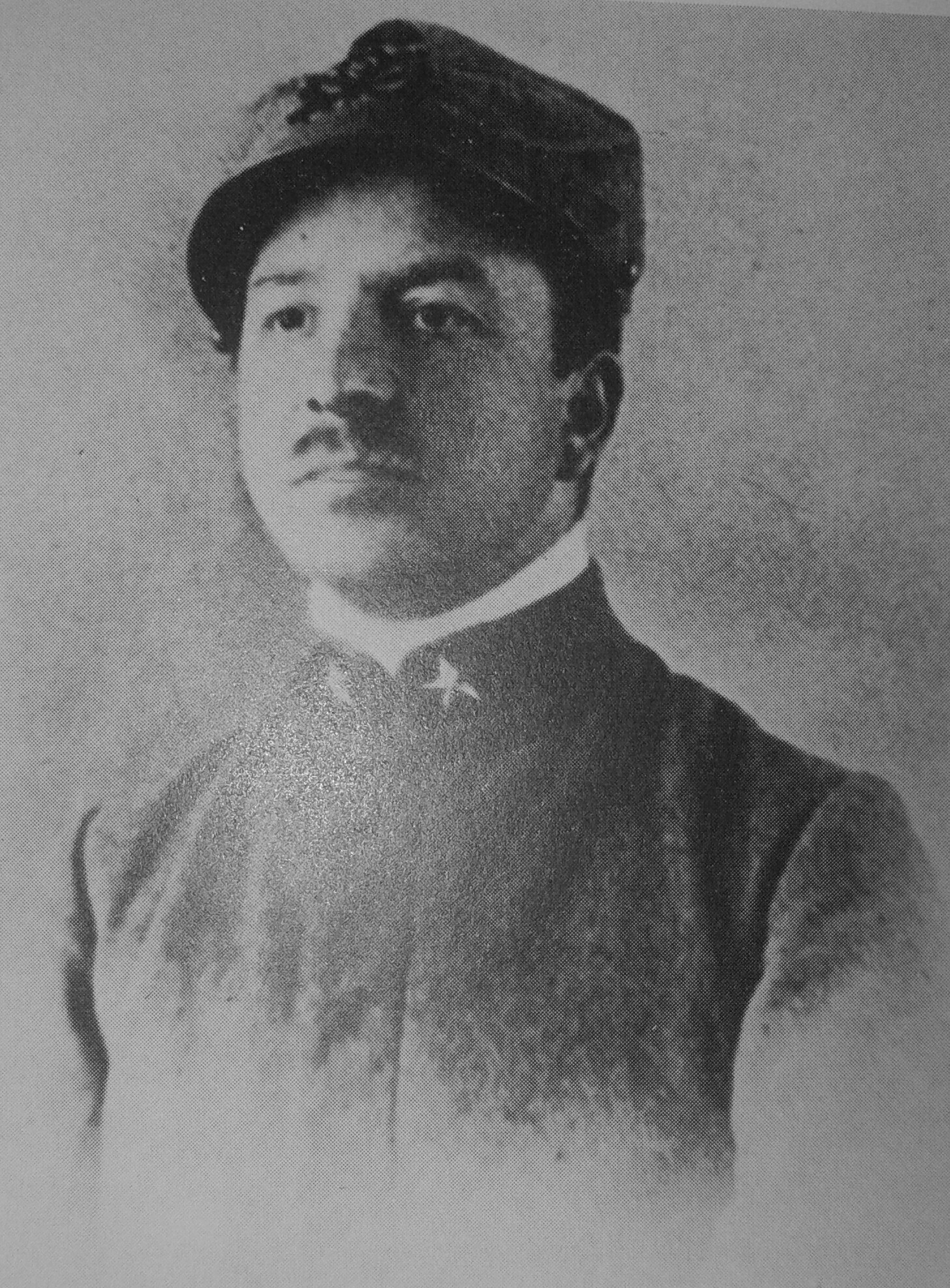
Aldo Giurlani, soldato semplice, arruolato nel III Reggimento telegrafisti, Firenze, 1916

Durante l'estate del 1916, pur essendo stato riformato alla visita militare, venne richiamato il 16 luglio e il 24 agosto alle armi come soldato del genio. Fu per poco tempo al fronte e in seguito di stanza a Firenze, a Roma e a Tivoli. Si ritrovano i ricordi di quel periodo nei suoi bozzetti di Vita militare e nel libro autobiografico Due imperi...mancati (1920), "improntato a un pacifismo eroico e intransigente" (Baldacci). Durante gli anni del fascismo Palazzeschi non partecipò alla cultura ufficiale nonostante gli sforzi intrapresi in questo senso da Filippo Tommaso Marinetti; compì qualche viaggio a Parigi e dal 1926 collaborò al Corriere della Sera.
Nel 1921 pubblicò il suo primo libro di racconti, presso Vallecchi, Il re bello; nel 1926 uno "scherzo" iniziato nel 1912 dal titolo La piramide. Nel 1929 trovarono spazio su vari giornali e riviste, fra cui Pegaso, Pan e Il Selvaggio, novelle, saggi e ricordi. Fra il 1930 e il 1931 si recò più volte a Parigi dove ebbe modo di conoscere Filippo de Pisis, Georges Braque e Henri Matisse. Nel 1930 venne stampata dall'editore Preda a Milano l'edizione definitiva delle Poesie risistemate con alcune variazioni; frequentò i coniugi Prezzolini e conobbe Pirandello a casa Crémieux; nel 1931 pubblicò altri racconti su Pegaso e sulla Gazzetta del Popolo; apparve nella «Collezione Romantica» Mondadori, la sua traduzione di Tartarino di Tarascona di Alphonse Daudet. Nel 1932, abbandonate le veneri della stravaganza e dell'iconoclastica di matrice futurista, si riconciliò con le forme tradizionali pubblicando, su proposta di Ugo Ojetti, Stampe dell'Ottocento, prose di ricordi, che gli valse una menzione onorevole nell'assegnazione del Premio Mussolini. Nel 1933 collaborò con alcuni racconti alla terza pagina del settimanale Quadrivio di Telesio Interlandi.
Nel 1934 fece parte della giuria del premio di poesia della Biennale Internazionale d'Arte di Venezia e con Ungaretti e Riccardo Bacchelli della giuria dei Littoriali per la gioventù tenutisi a Firenze. Uscì presso Vallecchi il romanzo Sorelle Materassi, anticipato a puntate sulla Nuova Antologia diretta da Luigi Federzoni. Il romanzo, uscito in volume, fu recensito da Antonio Baldini sulla rivista Omnibus di Leo Longanesi:
Per quanto concerne Palazzeschi, sempre schivo a rilasciare interviste, in occasione dell'uscita delle Sorelle Materassi ne concesse una alla Gazzetta del Popolo. Dopo avere riassunto la trama del romanzo, dichiarò:
Nel 1937 collaborò con alcune novelle alla rivista Omnibus su invito del direttore Longanesi. Il 1937 fu altresì l'anno de Il palio dei buffi, seconda raccolta di novelle.

### Anni romani

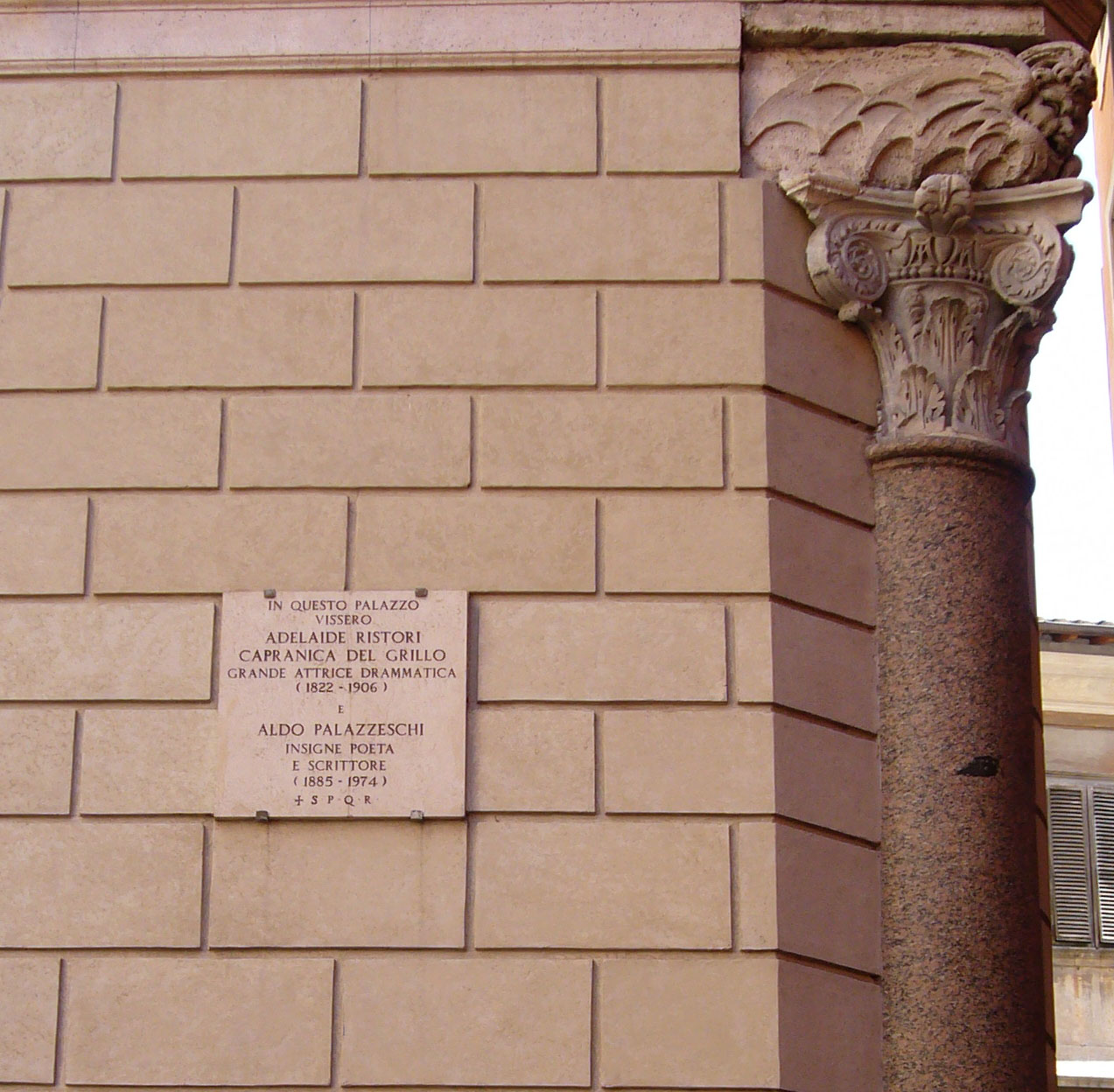
Memoria della residenza di Adelaide Ristori e della successiva residenza di Aldo Palazzeschi

Il 13 agosto 1938 morì la madre e nell'ottobre del 1940 il padre di Palazzeschi. Il 15 ottobre 1939 scrisse sulla nuova rivista di Curzio Malaparte, Prospettive. A marzo è in piazza San Pietro in occasione dell'elezione del papa Pio XII. Nel 1941 si trasferì a Roma dove abiterà fino alla morte. Nello stesso anno il racconto Don Giovanni e l'etèra, incluso nelle Stampe dell'800, appare tradotto in tedesco sulla rivista Europäische Revue del principe Karl Anton Rohan. L'anno dopo, Poggioli portava al cinema Sorelle Materassi; ma il film dispiacque assai a Palazzeschi che, amareggiato, non esitò pubblicamente a sconfessarlo. Del 1945 è un altro libro autobiografico Tre imperi...mancati.
Nel 1948 ottenne, ex aequo con Menzogna e sortilegio di Elsa Morante, il premio Viareggio per il romanzo I fratelli Cuccoli.
Tra il 1950 e il 1951, per dieci mesi, curò la rubrica cinematografica del settimanale Epoca. Nel 1953 presso Vallecchi pubblicò il romanzo Roma, per il quale Palazzeschi ricevette il Premio Marzotto.
Nel 1954 uscirono nuove edizioni di Sorelle Materassi e de Il codice di Perelà, con il titolo L'uomo di fumo. A dicembre dello stesso anno fece parte con Marino Moretti della giuria del premio Alessandro Manzoni dell'Unione Editori Cattolici Italiani. Nel 1955 pubblicò presso Scheiwiller la raccolta di poesie Viaggio sentimentale. Collaborò al Corriere della Sera e a La Fiera Letteraria. Nel 1957 gli venne assegnato dall'Accademia Nazionale dei Lincei il premio Feltrinelli per la letteratura. Nel 1960 l'Università degli Studi di Padova gli conferì la laurea in lettere honoris causa. Nel 1964 pubblicò il libro autobiografico Il piacere della memoria. In agosto gli venne annunciato il conferimento da parte del sovrano in esilio Umberto II dell'Ordine civile di Savoia, che ricevette ufficialmente a Cascais il 15 settembre.
Nel febbraio del 1965 presenziò alla conferenza "Con Gozzano e altri poeti nel salotto di Nonna Speranza" organizzata da Nino Tripodi. Nello stesso anno presiedette le giurie di vari premi tra cui quella del premio Nazionale d'arte Ardengo Soffici, a Prato, e quelle letterarie del premio Fiuggi, del premio Settembrini-Mestre e del premio Stradanova. Nel 1966 diede alle stampe gli Schizzi italofrancesi (All'insegna del pesce d'oro, Milano). In aprile uscì presso Mondadori la raccolta di novelle Il buffo integrale, che ottenne il premio Gabriele D'Annunzio.
Nel 1967 le Nuovedizioni Enrico Vallecchi pubblicarono la raccolta di prose Ieri oggi e... non domani. Da Mondadori uscì in maggio il romanzo Il Doge.
Nell'aprile del 1968 uscì da Mondadori la raccolta Cuor mio, in cui sono contenute le liriche composte a partire dal secondo dopoguerra. Nel 1969 fu l'anno del romanzo Stefanino (1969). Nel 1971 uscirono presso Mondadori il nuovo romanzo Storia di un'amicizia e l'antologia Poesie, a cura di Sergio Antonielli. A primavera ricevette dal sindaco di Roma il Premio della Simpatia, ideato dall'amico Domenico Pertica. Nel 1972 venne nominato membro onorario dell'Istituto Veneto di Scienze Lettere ed Arti. A febbraio l'Assemblea generale dei Soci dell'Accademia pisana dell'Arte-Sodalizio dell'Ussero lo nominò socio onorario. Nel mese di giugno apparve su Il Giornale d'Italia un suo articolo intitolato La simpatia.
Collaborò inoltre alla produzione dello sceneggiato televisivo Sorelle Materassi, trasmesso dalla Rai sempre nel 1972. Questo evento fu di vasta portata sociale: l'opera di Palazzeschi, giunto ormai a tarda età, fece il suo ingresso in milioni di focolai domestici e diede un contributo decisivo alla fama dell'Autore. Lo stesso anno uscì nella collana Mondadori Lo Specchio la raccolta di poesie Via delle cento stelle, a proposito della quale Palazzeschi dichiarerà:

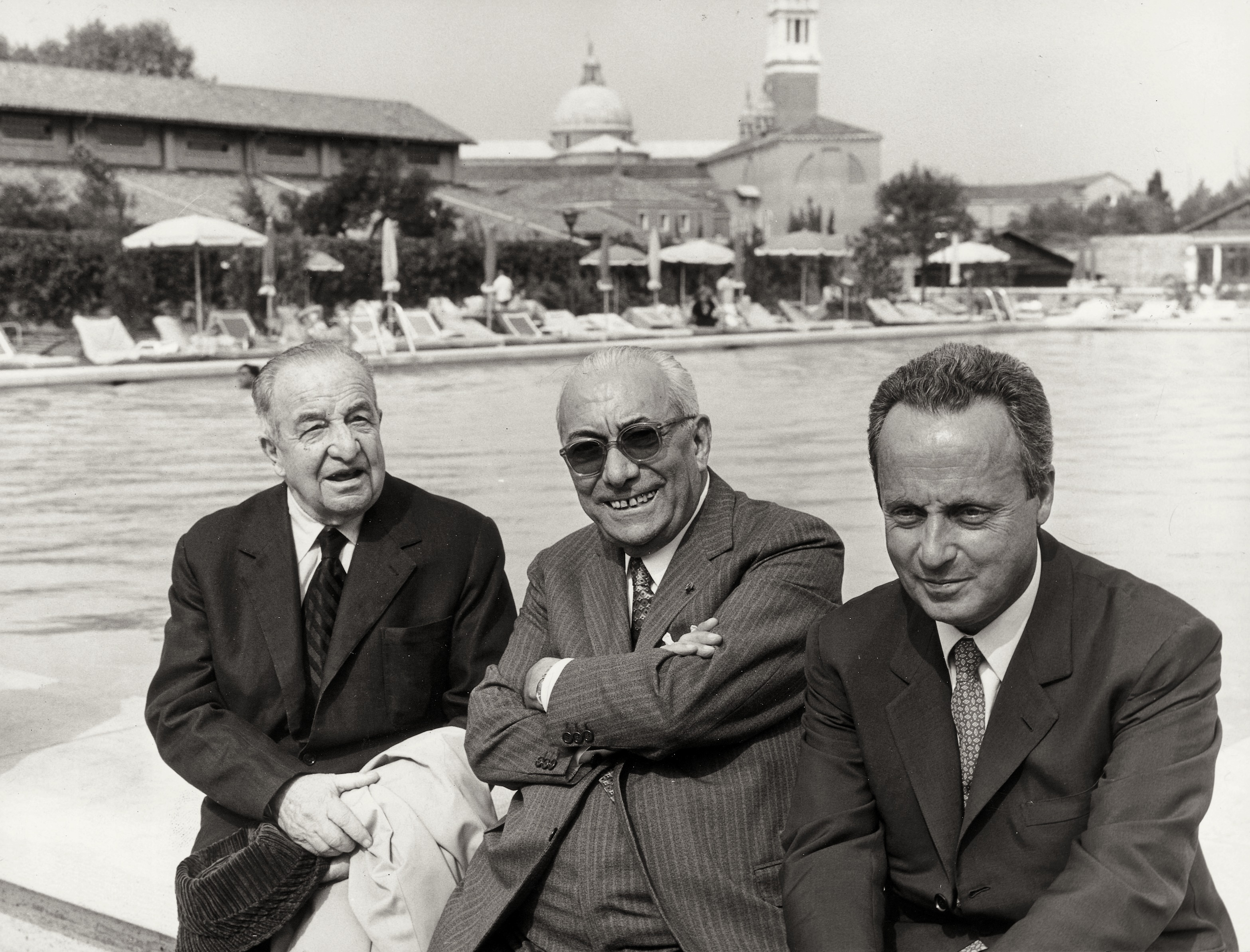
Aldo Palazzeschi (a sinistra) in compagnia dell'editore Arnoldo Mondadori e dello scrittore Giorgio Bassani

Nel 1973 ricevette numerosi premi e riconoscimenti: il Perseo d'oro del C.O.F.A.T. 1973-1974, l'Ulivo d'oro per la poesia, la Grand Aigle d'or de la Ville de Nice al Festival International du Livre. In marzo il presidente Andreotti lo informò della nomina a componente della Commissione per il conferimento dei Premi della «Penna d'Oro» e del «Libro d'oro». Collaborò con Paolo Prestigiacomo al suo antico carteggio con Filippo Tommaso Marinetti, pubblicato in seguito nel 1978. Un corteo di personaggi passa per la sua abitazione romana: riceve continuamente Prezzolini e sua moglie da Lugano e, da Venezia, il conte Cini e la contessa.; a Vittorio Cini l'autore si sarebbe ispirato per la figura del doge nel romanzo omonimo del 1967.
Quando si stavano preparando i festeggiamenti per i suoi novant'anni e le riviste Il Verri e Galleria gli dedicavano un numero monografico, lo scrittore, per gravi condizioni seguite a un ascesso dentario trascurato, morì all'ospedale Fatebenefratelli, il 17 agosto alle 11.

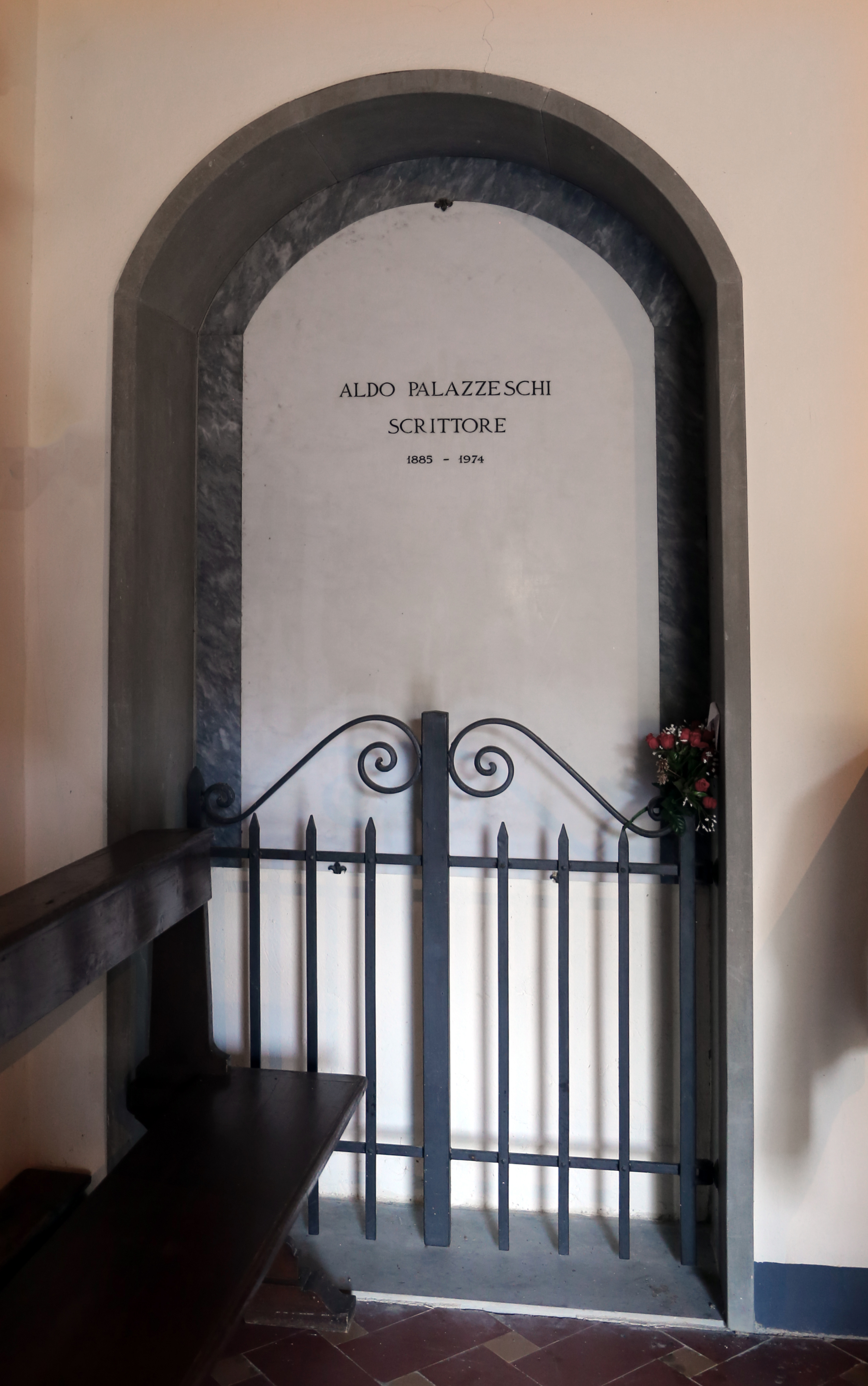
La tomba a Settignano

Fu sepolto a Firenze, nella cappella del cimitero di Settignano.

## Poetica

### Originalità della sua poesia
Palazzeschi, anche se nelle varie fasi della sua lunga attività di scrittore si è accostato ai movimenti contemporanei, ha sempre mantenuto la sua individualità e una particolare fisionomia. Anche quando egli, in un primo tempo, riprende i motivi crepuscolari e, in seguito, quelli futuristi, mantiene la sua originalità. I temi crepuscolari da lui ripresi sono infatti privi di languori eccessivi: se Palazzeschi ne ricalca certe situazioni, sostituisce però lo scherzo al sospiro e contamina il tono elegiaco con la presa in giro che conferisce alle sue liriche il carattere di divertimento.
Analoghe considerazioni valgono per l'adesione di Palazzeschi ad altre correnti. Lo scrittore seguirà come detto per breve tempo il movimento futurista e nel dichiarare ufficialmente sulla rivista Lacerba, nel 1914, che non si considerava più un futurista dichiarerà apertamente la sua vocazione al gioco della fantasia e al riso: «bisogna abituarsi a ridere di tutto quello di cui abitualmente si piange, sviluppando la nostra profondità. L'uomo non può essere considerato seriamente che quando ride [...] Bisogna rieducare al riso i nostri figli, al riso più smodato, più insolente, al coraggio di ridere rumorosamente...». Questo atteggiamento fa sì che in Palazzeschi si ritrovino i temi e i toni più vari: dall'immagine più onirica alla risata beffarda, dal divertimento funambolesco alla canzonatura che non esclude, comunque, un che di affettuoso e completamente estraneo al futurismo.
Sempre in tema di futurismo si pensi all'originalità di liriche come Pizzicheria dove viene introdotto il dialogo tra il pizzicagnolo e il cliente. Per quanto riguarda La passeggiata, questa poesia non è altro che l'enumerazione delle diverse immagini, delle scritte pubblicitarie e dei numeri civici che l'io poetico immagina di osservare durante la passeggiata tra le vie di una città, passeggiata che ha dunque la funzione di una cornice. Con questi stravolgimenti Palazzeschi sembra seguire i futuristi dei quali però non interessa né l'esaltazione del movimento, né l'attivismo politico, ma principalmente la distruzione delle tradizionali strutture.

### Narrativa
Tutte queste posizioni sono facilmente riscontrabili nella sua narrativa che avrà, nell'opera di Palazzeschi, una parte prevalente. Una notevole prova viene data dall'autore già nel 1911 con Il codice di Perelà che è la storia di un inconsistente omino di fumo capitato nel nostro mondo. È questa una favola allegorica dove il divertimento non rimane solamente fantastico ma lascia il posto per l'irrisione, di matrice nietzscheana, dei valori codificati della nostra società che, visti attraverso il modo di vivere anticonformista di Perelà, risultano essere una denuncia della loro provvisorietà e credibilità. Anche nell'opera successiva, Piramide (scritta subito dopo ma pubblicata nel 1926) rimaniamo ancora nel campo della fantasticheria umoristica, mentre nelle Stampe dell'Ottocento del 1932 e in Sorelle Materassi del 1934, il tono cambia decisamente.
Vengono in esse adottati moduli narrativi più tradizionali che richiamano, nella rappresentazione degli ambienti e dei personaggi, alla forma del bozzettismo toscano di fine Ottocento e una più soffusa interpretazione del programmatico E lasciatemi divertire che si avvia a toni di umana malinconia e comprensione. In particolare viene espressa una melancolia tutta romana, dal tragico al felice ma triste; i segni di un teatro ormai dimenticato rinascono tra le righe di Palazzeschi con una matrice nuova. Su posizioni più tradizionali, si pone dunque la produzione successiva alla fase futurista. È il periodo del cosiddetto "ritorno all'ordine", che viene generalmente distinto in due fasi: la prima è quella degli anni Trenta, coincidente con il romanzo Sorelle Materassi e le novelle Il Palio dei buffi; la seconda si distende lungo gli anni Quaranta e Cinquanta ed è rappresentata dai romanzi I fratelli Cuccoli e Roma. Nella prima la tradizione letteraria è accettata, ma sono evidenti elementi del programmatico E lasciatemi divertire; nella seconda il canone tradizionale è perfettamente rispettato e la carica dissacrante è totalmente assente.

Chiudono la stagione narrativa dell'autore tre romanzi brevi: Il doge (1967), Stefanino (1969) e Storia di un'amicizia (1971), che presentano, soprattutto i primi due, un recupero delle strutture sperimentali riconducibili alla stagione del futurismo. Palazzeschi si diletta nel mettere alla berlina il conformismo della massa, la quale tende costantemente ad erigere feticci e idoli. I bersagli del Doge e di Stefanino sono in definitiva la credulità e la stupidità della folla. Del resto Palazzeschi, negli anni di stesura del Doge e di Stefanino - come si evince dal carteggio con lo scrittore Moretti - andava sempre più nutrendo diffidenza nei confronti della piccola e media borghesia, responsabile della congerie politica venuta ad affermarsi in quel frangente storico. Il doge è da considerarsi - stando alle parole dell'autore - anche come una riflessione sul mistero dell'esistenza: 

### Saggistica
Nel 1920 pubblica Due imperi... mancati, un pamphlet polemico sulla prima guerra mondiale, accolto paradossalmente in senso favorevole da interventisti della prima ora come Ardengo Soffici e Giovanni Papini. In Due imperi.... mancati Palazzeschi, accanto alle pagine dedicate alla vita in caserma, muove contro quanti hanno causato il conflitto, contrapponendo loro il pacifismo di Romain Rolland e Karl Marx ma al contempo anela a una società, decisamente utopica, una sorta di età dell'oro, in cui ogni uomo possa vivere, senza guerre, in pace, del suo lavoro. In conclusione affida i caduti del conflitto alla Madonna, recuperando la preghiera alla Vergine del Canto XXXIII del Paradiso.
Del 1945 è Tre imperi.. mancati, seguito ideale del saggio precedente e testimonianza polemica ma anche melanconica della seconda guerra mondiale, in cui Palazzeschi ripercorre gli anni del fascismo e del secondo conflitto mondiale; «un libro conservatore, avverso all'economicismo marxista e aneddotico», ma fortemente critico nei confronti della dittatura appena trascorsa.

### Coerenza delle sue opere
Una delle qualità della produzione di Palazzeschi è la coerenza del suo lavoro e il legame che esiste tra un'opera e l'altra (cfr.: Carlo Bo - Unità poetica di Palazzeschi). Nelle sue opere non si cade mai nel sentimentalismo elegiaco perché le pagine sono costellate da sorriso ironia genuina compassione. E quest'amalgama di sorriso e pietas non rinnega la vocazione al divertimento.

## Intitolazioni
- L'Università degli Studi di Firenze ha aperto nel 1999 il Centro di Studi «Aldo Palazzeschi», con sede presso il Dipartimento di Lettere e Filosofia. Il centro cura la conservazione, la valorizzazione e la stampa dei materiali manoscritti e iconografici lasciati in eredità dallo scrittore e tuttora conservati nel Fondo Palazzeschi.

## Opere

### Poesia
- I cavalli bianchi, Spinelli, Firenze 1905
- Lanterna, Stabilimento Tipografico Aldino, Firenze 1907
- Poemi, a cura di Cesare Blanc, Stabilimento tipografico Aldino, Firenze 1909
- E lasciatemi divertire 1910
- L'incendiario. Col rapporto sulla vittoria futurista di Trieste, Edizioni Futuriste di poesia, Milano 1910
- L'incendiario (1905-1909), Edizioni Futuriste di poesia, Milano 1913
- Poesie 1904-1914, Firenze, 1925
- Poesie, Milano 1930
- Poesie 1904-1914, Firenze 1942
- Piazza San Pietro, poesia, in facsimile, illustrata da Mino Maccari, Firenze 1945
- Difetti 1905, Milano 1947
- Viaggio sentimentale, Milano 1955
- Poesie 1904-1914, Firenze 1963
- Schizzi italo-francesi, Milano 1966
- Cuor mio, Mondadori, Milano 1968
- Poesie, a cura di Sergio Antonielli, Mondadori, 1971
- Via delle cento stelle 1971-1972, Milano 1972
- Tutte le poesie, Mondadori, Milano 2002

Le poesie oggi sono reperibili nel volume Tutte le poesie della collana I Meridiani e perlopiù in pubblicazioni antologiche. Le poesie crepuscolari I cavalli bianchi e Lanterna sono disponibili presso la casa editrice romana Empirìa.

### Narrativa
- : riflessi, Cesare Blanc, Firenze, 1908 (successivamente con il titolo Allegoria di novembre)
- Il codice di Perelà, Edizioni futuriste di Poesia, Milano, 1911 (riscritto con il titolo L'uomo di fumo, Vallecchi, Firenze, 1954)
- Due imperi.... mancati, Vallecchi, Firenze 1920
- Il Re bello, Vallecchi, Firenze 1921
- La piramide. Scherzo di cattivo genere e fuor di luogo, Vallecchi, Firenze 1926
- Stampe dell'Ottocento, Treves-Treccani-Tumminelli, Milano - Roma, 1932
- Sorelle Materassi, Vallecchi, Firenze 1934
- Il palio dei buffi, Vallecchi, Firenze 1937
- Tre imperi... mancati. Cronaca (1922-1945), Vallecchi, Firenze 1945
- I fratelli Cuccoli, Vallecchi, Firenze 1948
- Bestie del '900, Vallecchi, Firenze 1951
- Roma, Vallecchi, Firenze 1953
- Scherzi di gioventù (raccolta di lazzi, frizzi, schizzi, girigogoli e ghiribizi e del manifesto L'antidolore), Milano 1956
- Vita militare, Rebellato, Padova 1959
- Il piacere della memoria, Mondadori, Milano 1964
- Il buffo integrale, Mondadori, Milano 1966
- Ieri, oggi e... non domani, Nuovedizioni E. Vallecchi, Firenze 1967
- Il doge, Mondadori, Milano 1967
- Stefanino, Mondadori, Milano 1969
- Storia di un'amicizia, Mondadori, Milano 1971
- Interrogatorio della contessa Maria, Mondadori, Milano 1988

### Epistolari
- con Filippo Tommaso Marinetti, Carteggio Marinetti-Palazzeschi, introduzione di Paolo Prestigiacomo, presentazione di Luciano De Maria, Milano: Mondadori, 1978
- Lettere all'amico avvocato, a cura di Demetrio Bonuglia, presentazione di Mario Picchi, Roma: Edizioni della cometa, 1981
- con Giuseppe Prezzolini, Carteggio, 1912-1973, a cura di Michele Ferrario, Roma: Ed. di Storia e Letteratura, 1987
- con Maria Luisa Belleli, Sotto il magico orologio. Carteggio 1935-1974, introduzione di Emerico Giachery, Lecce: Manni, 1987
- con Antonio Baldini, Carteggio 1915-1960, introduzione e note di Marta Bruscia, Napoli: Edizioni scientifiche italiane, 1989
- con Mario Novaro, Carteggio, 1910-1914, con le novelle L'ingegnere e Oreste, a cura di Pino Boero, introduzione di Giorgio Luti, Firenze: Vallecchi, 1992
- con Marino Moretti, Carteggio 1: 1904-1925, a cura di Simone Magherini, Roma: Ed. di Storia e Letteratura, 1999; Carteggio 2: 1926-1939, a cura di Alessandro Pancheri, ivi, 2001; Carteggio 3: 1940-1962, a cura di Francesca Serra, ivi, 2000; Carteggio 4: 1963-1974, a cura di Laura Diafani, ivi, 2001
- con Diego Valeri, Carteggio 1934-1972, a cura di Gloria Manghetti, Roma: Ed. di Storia e Letteratura, 2004
- con Giovanni Papini, Carteggio 1912-1933, a cura di Stefania Alessandra Bottini, Roma: Ed. di Storia e Letteratura, 2006
- con Arnoldo e Alberto Mondadori, Carteggio 1938-1974, a cura di Laura Diafani, Roma: Ed. di Storia e Letteratura, 2007
- Aldo Palazzeschi e la rivista "Film". Lettere, a cura di Matilde Tortora, Napoli-Roma: Grauseditori, 2009
- con Juliette Bertrand, Carteggio 1930-1973, a cura di Enrica Agnesi, Roma: Ed. di Storia e Letteratura, 2010
- con Ardengo Soffici, Carteggio 1912-1960, a cura di Simone Magherini, Roma: Ed. di Storia e Letteratura, 2011
- Carteggio con il "Corriere della Sera", 1926-1971, a cura di Barbara Silvia Anglani, presentazione di Piergaetano Marchetti, Roma: Ed. di Storia e Letteratura, 2011
- con Pietro Pancrazi, Carteggio 1916-1952, a cura di Chiara Esposito, Roma: Ed. di Storia e Letteratura, 2016
- con Gian Pietro Lucini, Carteggio 1910, a cura di Simone Magherini, Ed. di Storia e Letteratura, Roma, 2020

### Traduzioni
- Alphonse Daudet, Tartarino, Milano, Mondadori, 1931. - con il titolo I tre libri di Tartarino, Torino, Einaudi, 1987.
- Stendhal, Rosso e nero, a cura di Francesca Mecatti, premessa di Massimo Colesanti, Roma, Edizioni di Storia e Letteratura, 2012, ISBN 978-88-6372-403-5.

### Saggi
- (FR)  Giovanni Papini, A. Palazzeschi, in Ritratti italiani, Firenze, Vallecchi, 1932,  pp. 385-951.
- Lorenzo Giusso, Aldo Palazzeschi, in Il viandante e le statue. Saggi sulla letteratura contemporanea, II serie, Roma, Cremonese, 1942.
- Nicola Francesco Cimmino, Profilo di Aldo Palazzeschi, in Saggi critici e scritti d'occasione, Napoli, D. Conte, 1959,  pp. 64-86.
- Luigi Baldacci - Ritratto critico di Palazzeschi (1956), in: Baldacci - Letteratura e varietà. Napoli, Ricciardi, 1963.
- Francesco Grisi, Incontri in libreria. Scrittori italiani d'oggi, Milano, Ceschina, 1961,  pp. 251-63.
- Giacinto Spagnoletti, Palazzeschi, Milano, Longanesi & C., 1971,  p. 234.
- Giorgio Pullini, Aldo Palazzeschi, Milano, Mursia, 1972.
- Francesco Paolo Memmo, Invito alla lettura di Aldo Palazzeschi, Milano, Mursia, 1976.
- François Livi, Tra crepuscolarismo e futurismo: Govoni e Palazzeschi, Milano, Propaganda, 1980.
- Valentino Brosio, Ritratto segreto di Aldo Palazzeschi, Torino, Daniela Piazza Editore, 1985.
- (EN)  Anthony Julian Tamburri, Of "saltimbanchi" and "incendiari": Aldo Palazzeschi and Avant-Gardism in Italy, Madison, NJ, Fairleigh Dickinson, 1990.
- Laura Lepri, Il funambolo incosciente. Aldo Palazzeschi 1905-1914, Firenze, Olschki, 1991.
- Gino Tellini (a cura di), Aldo Palazzeschi et les avant-gardes, Atti del convegno internazionale, Firenze, Società Editrice Fiorentina, 2002.
- Giuliana Adamo, Metro e ritmo del primo Palazzeschi, Salerno editrice, Roma 2003.
- Il codice della libertà. Aldo Palazzeschi (1885-1974), a cura di Simone Magherini, Società Editrice Fiorentina, Firenze 2004.
- Palazzeschi e i territori del comico, a cura di Gino Tellini, Matilde Dillon Wanke, Società Editrice Fiorentina, Firenze 2006.
- Palazzeschi Europeo, a cura Gino Tellini e Willi Jung, Società Editrice Fiorentina, Firenze 2007.
- L'arte del Saltimbanco, Aldo Palazzeschi tra le due avanguardie, a cura di Luca Somigli e Gino Tellini, Società Editrice Fiorentina, Firenze 2008.
- Annalisa Cima, Palazzeschi l'imprevedibile, Fondazione Schlesinger, Milano 2010.
- Mimmo Cangiano, L'uno e il molteplice nel giovane Palazzeschi (1905-1915), Società Editrice Fiorentina, Firenze 2010.
- Aldo Palazzeschi a Roma. Atti della giornata di studi, a cura di Gino Tellini, Società Editrice Fiorentina, Firenze 2011.
- Marco Marchi, Per Palazzeschi, Le Lettere, Firenze 2013.

### Fonti - edizioni critiche
- Palazzeschi, A., Cavalli bianchi, Edizione critica a cura di Adele Dei, Parma, Edizioni Zara 1992.
- Palazzeschi, A. Lanterna, Edizione critica a cura di Adele Dei, Parma, Edizioni Zara 1987.
- Palazzeschi, A. Poemi, Edizione a critica cura di Adele Dei, Parma, Edizioni Zara 1996.
- Palazzeschi, A., I cavalli bianchi/Lanterna/Poemi, Poesie 1905-1909, a cura di Giovanna De Angelis, Roma, Edizioni Empiria 1996.
- Palazzeschi, A., L'incendiario. Col rapporto sulla vittoria futurista di Trieste, Milano, Edizioni futuriste di "Poesia" 1910.